# 基謝利夫卡 (科澤利希納區)
49°24′59″N 33°50′22″E / 49.41639°N 33.83944°E
基謝利夫卡（烏克蘭語：Киселівка），是烏克蘭中部的村莊，隸屬波爾塔瓦州的克雷門丘克區。該村處於普肖爾河左岸，距離普拉夫尼1.5公里，海拔高度75米，2001年人口97。